# Junior Boys
Junior Boys son un grupo canadiense de electrónica independiente, originarios de la provincia canadiense de Ontario.

## Historia
Originalmente un dúo, Jeremy Greenspan y Johnny Dark crearon un sonido que reconciliaría sus influencias. Varios años de colaboración resultaron en un demo bien distribuido pero continuamente rechazado, por lo cual se resignaron a permanecer como compositores enjaulados en su cuarto. Después de la partida de Johnny para perseguir otros intereses, no parecía coherente seguir adelante con el grupo. Eso fue hasta que KIN escuchó su demo a finales del 2002 y le comisionó más trabajo al miembro restante. Juntándose con su ingeniero Matt Didemus, Jeremy empezó de nuevo, escribiendo más material y logrando un álbum en forma.
Su primer lanzamiento, Birthday/Last Exit (un EP de 4 tracks con un remix de Fennesz) salió en octubre de 2003 y les trajo una ovación casi unánime. El EP High Come Down lo siguió en febrero de 2004 con un remix de Manitoba (ahora Caribou) y la voz se empezó a correr. Su álbum debut Last Exit salió a la venta el 21 de septiembre de 2004 bajo KIN Records. Fue grabado a finales de 2003 por Matt y Jeremy en Hamilton. Desde entonces el dúo se ha embarcado en varios tours con Caribou.
Volvieron en el 2006 con nuevos lanzamientos. Un remix de The Loving Sounds of Static de la Mobius Band apareció en la compilación "Idol Tryouts 2" de Ghostly International el 7 de marzo de 2006. "Max", una nueva canción original participó en la compilación "See You on the Moon" de la Paper Bag Records el 21 de marzo de 2006. Su segundo LP, So This Is Goodbye fue lanzado en agosto de 2006 bajo Domino Records.

### Promoción en los medios
Para promocionar su álbum 2006 "So This Is Goodbye", convocaron a un concurso de videos enviados por fanáticos junto con Domino Records e imeem.com. Los participantes fueron invitados a utilizar cualquier canción del álbum como pista sonora para sus creaciones originales de video. El ganador recibiría $1000 USD en premios y efectivo.
En octubre de 2006 lanzaron la página SoThisIsGoodbye.com, un sitio interactivo en Flash basado en lo que inspiró el título. "Se trata del hecho de decir adiós a todas las cosas todo el tiempo sin que ello te afecte en realidad", explica Greenspan. Los usuarios pueden dejar mensajes de despedida bajo el espíritu del título y a su vez leer los de otros.
Para diciembre del mismo año produjeron un podcast con diferentes segmentos de entrevistas y canciones de dicho álbum. El podcast se incluirá en la serie de los Dominocasts.

## Discografía

### Álbumes
- Last Exit (2004)
- So This Is Goodbye (2006)
- Begone Dull Care (2008)
- It's All True (2011)
- Big Black Coat (2016)
- Waiting Game (2022)

### EP
- Birthay/Last Exit (2003)
- High Come Down (2004)
- The Dead Horse EP (2007)